# Республіка Саха
Респу́бліка Саха́ (Яку́тія) (якут. Саха Өрөспүүбүлүкэтэ, Саха Сирэ; рос. Респу́блика Саха́ (Яку́тия)) — суб'єкт у Російській Федерації, входить до складу Далекосхідного федерального округу. Найбільша адміністративно-територіальна одиниця у світі, площа якої приблизно відповідає площі Індії (7-ме місце у світі) або Аргентини (8 місце).
Столиця — м. Якутськ.
Межує з Чукотським автономним округом, Магаданською областю, Хабаровським краєм, Амурською областю, Забайкальським краєм, Іркутською областю і Красноярським краєм.
Утворено 27 квітня 1922 року.

## Географія

### Географічне розташування
Республіка Саха розташована у північно-східному регіоні Сибіру. Якутія — найбільший суб'єкт Російської Федерації та найбільша після відділення Нунавуту від Північно-Західних територій Канади адміністративно-територіальна одиниця у світі. Острови: Болдьор-Арита, Голуб-Тьорюр-Арита, Окуоллах-Арита, Ілін-Голуб-Тьорюр-Арита, Ольоте-Арита, От-Ари, Сюгюлдьор-Арита, Швед-Маяктах-Арита. Майже вся територія республіки лежить в зоні суцільної вічної мерзлоти.

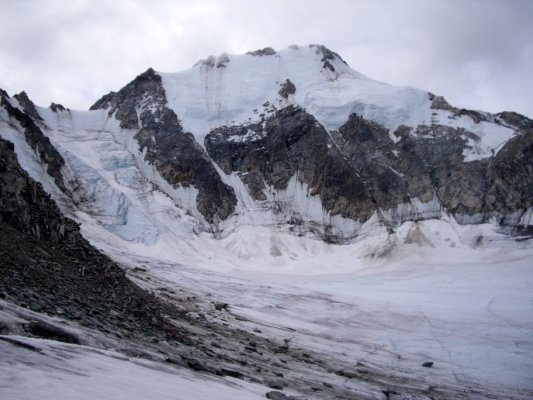
Гора Побєда.

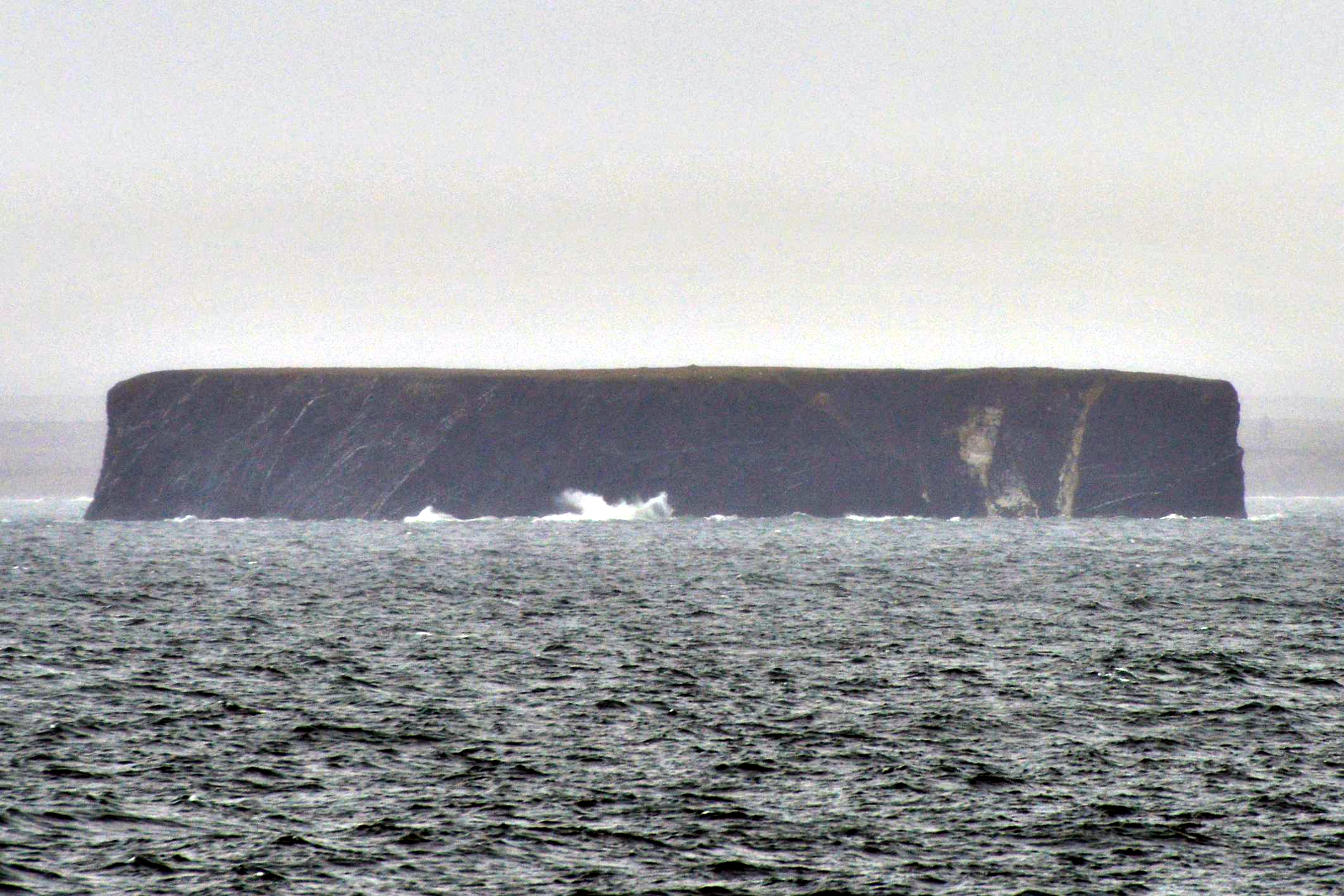
Острів Стрижева

Республіка Саха (Якутія) є найбільшою адміністративною регіональною одиницею у світі, розміром приблизно з Індією (7-е місце у світі) або Аргентину (8-ме).

### Рельєф
Велику частину території республіки займають великі гірські системи, нагір'я та плоскогір'я. На заході — Середньосибірське плоскогір'я, обмежене зі сходу Центральноякутскою низовиною. На сході — хребти Верхоянський, Черського та розташоване між ними Яно-Оймяконське нагір'я. На півдні — Алданське нагір'я і прикордонний Становий хребет. У північній частині — Північно-Сибірська, Яно-Індігірська та Колимська низовини. На північному сході — Юкагирське плоскогір'я.

### Гідрографія
Республіка Саха омивається морем Лаптєвих та Східно-Сибірським морем. Річка Лена, з притоками Олекма, Алдан та Вілюй, за довжиною посідає 11-те місце у світі. У Лени 545 приток. Також великими річками є Оленьок, Колима, Індигірка, Алазея, Анабар, Яна. На території Республіки Саха понад 700 озер.

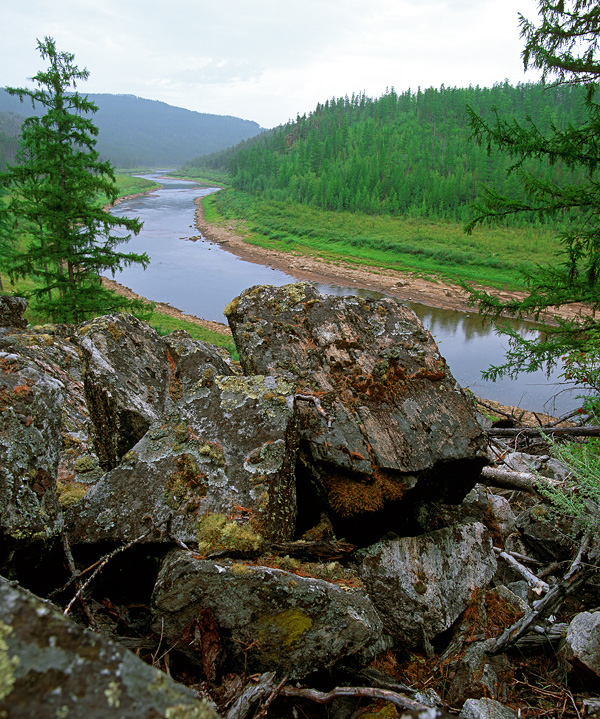
Річка Крестях в Олекмінському заповіднику

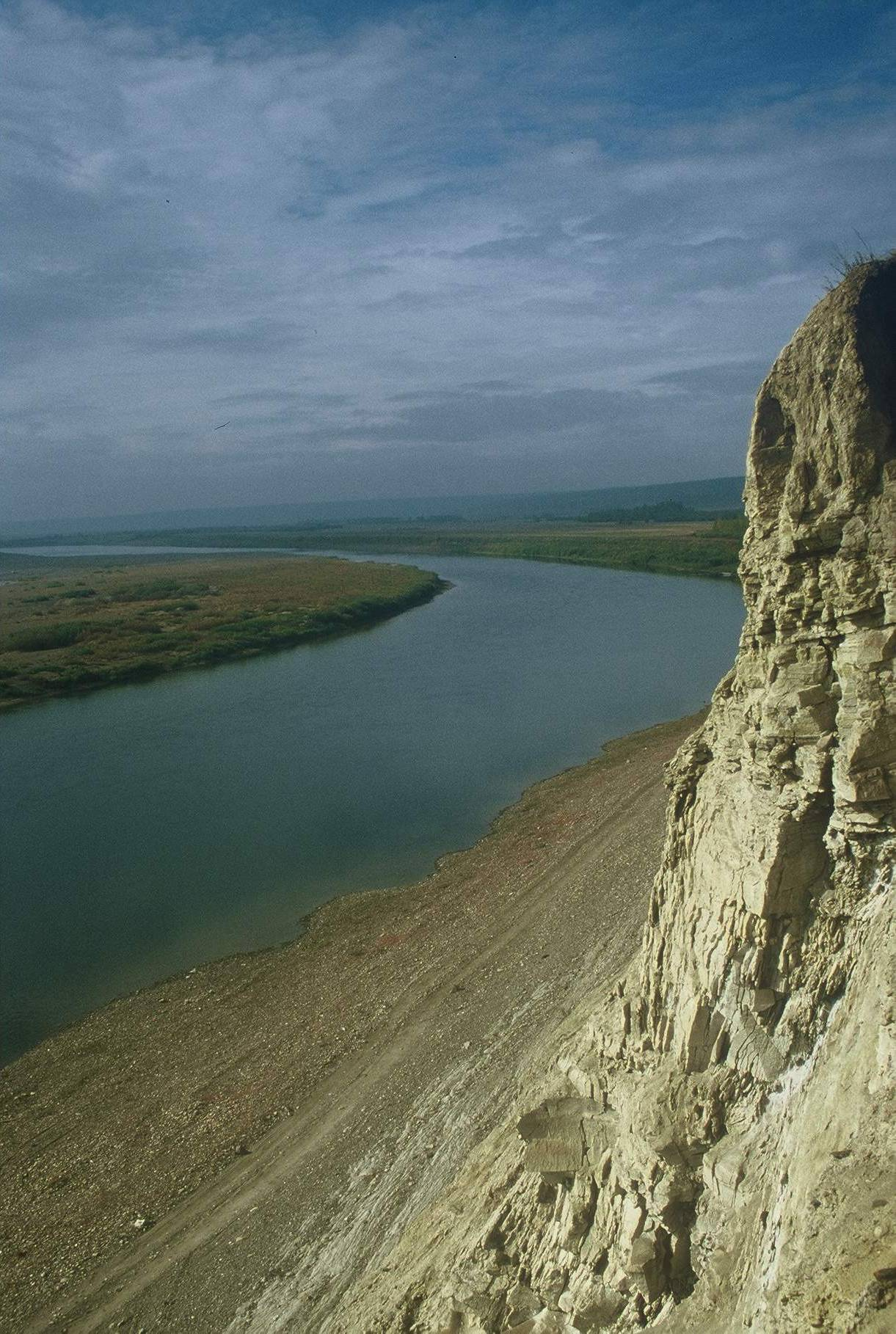
Річка Амга

| Річка     | Витрата води (м³/с) | Довжина (км) | Площа басейну (км²) |
| Лена      | 16 350              | 4400         | 2 490 000           |
| Алдан     | 5060                | 2273         | 729 000             |
| Колима    | 3800                | 2129         | 643 000             |
| Вітім     | 2000                | 1978         | 225 000             |
| Олекма    | 1950                | 1436         | 210 000             |
| Індигірка | 1570                | 1726         | 360 000             |
| Вілюй     | 1468                | 2650         | 454 000             |
| Оленьок   | 1210                | 2292         | 219 000             |
| Яна       | 925                 | 872          | 238 000             |
| Анабар    | 498                 | 939          | 100 000             |

### Ґрунти та рослинність
Значна частина території Республіки Саха розташована в зоні середньої тайги, яка на північ змінюється зонами лісотундри та тундри. Ґрунти переважно тайгово-лісової зони (мерзлотно-тайгові, дерново-лісові, алювіально-лугові, гірсько-лісові та тундрово-глейові). Ліси (сосна, кедровий сланик, ялина, ялиця, береза та ін.) займають близько 4/5 території. У долинах річок поширені луки. На узбережжі та вершинах гір — чагарникова, трав'яниста рослинність і лишайники.

Мапа часових поясів Республіки Саха

### Клімат
Клімат Республіки Саха, на більшій частині, різко континентальний та посушливий, відрізняється тривалим зимовим та коротким літнім періодами. Квітень і жовтень в Якутії — зимові місяці. Зима в Якутії тривала, з сильними морозами. У теплий період року відмінною рисою температурного режиму більшої частини території Якутії є швидке наростання середньодобових температур навесні та швидке їх падіння восени. Різниця температур найхолоднішого місяця — січня і найтеплішого — липня складає 70-75 градусів. За абсолютною величиною мінімальної температури (в східних гірських системах — улоговинах, западинах та інших пониженнях до -70 °C) і за сумарною тривалістю періоду з мінусовою температурою (від 6,5 до 9 місяців на рік) республіка не має аналогів в Північній півкулі. Абсолютний мінімум температури практично скрізь в республіці нижче -50 градусів.
У середньому за рік на території Республіки Саха випадає опадів у твердому вигляді від 25 % на півдні до 50 % на островах; рідких опадів від 30 % на островах до 70 % на півдні; змішаних — від 5-6 % в центральних районах до 16-17 % на островах. З огляду на незначну кількість опадів, що випадають взимку, сніговий покрив на переважній території має невелику потужність. Число днів зі сніговим покривом на території коливається в межах від 200—210 на півдні республіки до 250 в тундрової зоні
| Період          | Січень, °C | Лютий, °C | Березень, °C | Квітень, °C | Травень, °C | Червень, °C | Липень, °C | Серпень, °C | Вересень, °C | Жовтень, °C | Листопад, °C | Грудень, °C | Рік, °C | Рік, % | Рік, кВт⋅год/м² | Рік, м/с |
| Айхал           | −34,5      | −30,5     | −23,3        | −13,7       | −3,3        | 8,7         | 14,1       | 9,7         | 0,5          | −12,9       | −26,9        | −32,3       | −11,9   | 75,0   | 905,8           | 3,2      |
| Алдан           | −26,3      | −22,8     | −15,0        | −4,3        | 4,9         | 13,7        | 16,6       | 13,3        | 5,0          | −6,4        | −18,9        | −25,1       | −5,4    | 70,5   | 1095,8          | 1,9      |
| Аллах-Юнь       | −34,6      | −31,8     | −24,5        | −12,5       | −1,4        | 9,7         | 12,7       | 9,1         | 0,7          | −14,2       | −28,0        | −34,6       | −12,3   | 76,2   | 1051,9          | 3,4      |
| Алмазний        | −28,2      | −24,4     | −17,5        | −8,0        | 3,9         | 14,0        | 18,2       | 14,2        | 4,4          | −7,4        | −20,5        | −26,6       | −6,4    | 66,4   | 1048,3          | 3,2      |
| Амга            | −41,1      | −36,4     | −22,6        | −5,5        | 7,2         | 15,5        | 18,6       | 14,3        | 5,7          | −8,9        | −28,7        | −39,9       | −10,0   | 73,0   | 1110,4          | 1,8      |
| Артик           | −41,0      | −38,2     | −30,0        | −16,9       | −4,3        | 8,1         | 11,3       | 6,7         | −2,2         | −18,5       | −33,7        | −40,7       | −16,5   | 79,3   | 1000,8          | 3,5      |
| Бердігестях     | −28,9      | −25,2     | −18,7        | −7,9        | 4,5         | 15,0        | 18,9       | 14,8        | 4,8          | −7,9        | −21,3        | −28,2       | −6,6    | 67,8   | 1081,1          | 3,0      |
| Борогонци       | −31,9      | −28,1     | −20,1        | −7,5        | 5,4         | 15,7        | 19,0       | 14,9        | 5,1          | −9,3        | −23,6        | −31,7       | −7,6    | 67,2   | 1081,1          | 2,8      |
| Верхоянськ      | −47,0      | −42,7     | −29,8        | −12,9       | 2,8         | 13,0        | 15,2       | 10,8        | 2,3          | −14,9       | −36,7        | −43,6       | −15,1   | 70,5   | 938,7           | 1,7      |
| Вілюйськ        | −36,8      | −30,1     | −19,0        | −6,1        | 5,5         | 15,1        | 18,8       | 14,2        | 5,6          | −7,8        | −25,9        | −34,3       | −8,3    | 66,7   | 1048,3          | 2,0      |
| Вітим           | −28,8      | −23,6     | −14,0        | −2,6        | 6,6         | 14,9        | 18,3       | 15,0        | 6,4          | −3,5        | −17,1        | −26,5       | −4,5    | 73,0   | 1077,5          | 2,5      |
| Ленськ          | −29,0      | −24,0     | −14,7        | −3,7        | 6,2         | 14,5        | 17,9       | 13,9        | 5,8          | −4,9        | −19,2        | −27,2       | −5,3    | 70,4   | 1073,8          | 2,7      |
| Майя            | −29,8      | −26,1     | −18,6        | −6,6        | 5,8         | 15,8        | 19,3       | 15,3        | 5,5          | −8,0        | −21,6        | −29,4       | −6,4    | 66,4   | 1095,8          | 2,8      |
| Мирний          | −28,6      | −24,8     | −17,7        | −8,3        | 3,5         | 13,7        | 17,9       | 14,0        | 4,2          | −7,6        | −20,8        | −27,0       | −6,7    | 67,3   | 1033,7          | 3,2      |
| Оймякон         | −47,0      | −42,9     | −32,4        | −14,4       | 1,9         | 11,6        | 13,8       | 10,1        | 1,7          | −16,1       | −37,2        | −45,6       | −16,2   | 70,8   | 1106,7          | 1,3      |
| Ольокмінськ     | −31,3      | −25,4     | −15,0        | −3,1        | 7,1         | 15,1        | 18,4       | 14,7        | 6,2          | −5,2        | −20,9        | −29,7       | −5,7    | 70,7   | 1088,4          | 2,4      |
| Острів Андреєва | −31,2      | −31,1     | −28,8        | −22,6       | −10,2       | −1,2        | 2,9        | 2,2         | −2,6         | −15,0       | −26,0        | −28,2       | −15,9   | 84,9   | 668,4           | 5,7      |
| Покровськ       | −39,7      | −33,7     | −21,1        | −5,4        | 6,7         | 15,2        | 18,6       | 14,4        | 5,7          | −8,1        | −27,2        | −38,1       | −9,3    | 69,5   | 1092,1          | 2,4      |
| Тіксі           | −31,1      | −29,2     | −26,4        | −18,9       | −6,4        | 3,1         | 7,6        | 7,4         | 1,5          | −11,0       | −23,8        | −28,2       | −12,9   | 81,7   | 785,3           | 4,8      |
| Томмот          | −32,3      | −27,7     | −19,3        | −8,2        | 2,6         | 12,8        | 15,8       | 12,3        | 3,3          | −10,0       | −24,0        | −31,2       | −8,7    | 72,7   | 1073,8          | 3,2      |
| Удачний         | −34,4      | −30,4     | −23,2        | −13,6       | −3,2        | 8,8         | 14,1       | 9,7         | 0,6          | −12,8       | −26,7        | −32,1       | −11,8   | 74,7   | 924,1           | 3,2      |
| Чульман         | −30,9      | −24,9     | −15,6        | −5,0        | 4,4         | 13,3        | 16,1       | 12,9        | 4,5          | −7,4        | −21,2        | −29,6       | −6,9    | 71,4   | 1117,7          | 2,7      |
| Якутськ         | −40,9      | −35,9     | −21,6        | −6,1        | 6,7         | 15,4        | 18,7       | 14,9        | 5,7          | −8,5        | −29,2        | −38,8       | −9,8    | 68,9   | 1081,1          | 2,0      |
| --------------- | ---------- | --------- | ------------ | ----------- | ----------- | ----------- | ---------- | ----------- | ------------ | ----------- | ------------ | ----------- | ------- | ------ | --------------- | -------- |

Надзвичайна подія:
4 липня 2022 року в Республіці Саха трапився ураган, сильний вітер зносив все по дорозі, зазнано руйнування інфраструктури. Очільник краю повідомив про 18 постраждалих, серед яких троє дітей.

### Заповідники
У систему природних територій, що охороняються на території Республіки Саха, входять природні заповідники — Олекмінський, Усть-Ленський та Лена-Дельта.

## Часові пояси
Якутія входить в 3 часових пояси (MSK+6 (UTC+9) (Якутський час) — західна частина, включаючи Якутськ (синій колір на мапі), MSK+7 (UTC+10) (Владивостоцький час) — центральна частина (рожевий колір), MSK+8 (UTC+11) (Середньоколимський час) — східна частина) (червоний колір).

## Історія

### Доісторичний та доросійський періоди
Археологами встановлено, що прадавня людина заселила Якутію вже в ранньому палеоліті. Тоді ж з'явилися перші археологічні пам'ятники, датовані від 300 тис. до 3 млн років тому. Найвідоміший і добре вивчений із них — це нижньопалеолітична стоянка Дирингська культура Дірінг-Юрях, яка розташована в середньому плині річці Лени. Сенсаційні знахідки якутських археологів на стоянці Дірінг-Юрях дозволили висловити припущення, що формування людей сучасного типу почалося тут 3,2—1,8 млн років тому, хоча такий ранній вік Дірінг-Юряхських кам'яних знарядь ще не одержав переконливого доказу. Поки що найдавніші археологічні знахідки датуються 300 тис. років тому.
Починаючи із середини І тисячоліття н. е. на території Якутії з'явилися предки евенів і евенків. Просуванню древніх тунгусомовних мисливців і оленярів із Забайкалля й Приамур'я на північ дали поштовх племена тюркомовних скотарів, що з'явилися в Східному Сибіру. До XIII століття тунгуські племена розселилися на Середній Лені, Вілюї, Олекмі. Прихід предків якутів у Ленський край змусив тунгуські племена відійти на захід й схід від Лени. Частина тунгуських родів, відтиснута до Охотського моря, розселилася по басейну Колими й Індигірки. Змішавшись із юкагирами й коряками, вони утворили новий народ — евенів.
Найбільший із корінних народів республіки, що дав їй назву якути (самоназва «саха»), займає досить своєрідне положення, яке характеризується особливостями мови, традиційної культури й фізичного вигляду. Незважаючи на приналежність якутської до тюркських мов, у ній простежується великий відсоток слів монгольського (25,5 %) і тунгусо-маньчжурського (близько 4 %) походження.
Вважається, що тюркомовні племена переселялися на територію сучасної Саха декількома хвилями, остання з яких припадає на XIV–XV ст. Згідно з думкою, що етнос пристосовується до певного ландшафту в період свого формування, якути як народність сформувалися в басейні Середньої Лени, тобто на території Центральної Якутії. Тут відбулося остаточне формування саха на основі змішання сторонніх тюркомовних племен із місцевими палеоазіатськими родами, а також зі сторонніми монголомовними хорінцями й тунгусами. Поширення скотарства внесло значні зміни в господарське життя регіону. Предки якутів зуміли зберегти й розвинути конярсько-скотарську структуру свого господарства в екстремальних умовах Півночі, принесли в регіон ремісниче виробництво (ковальське, ювелірне, гончарне й ін.), будівництво жител постійного типу. Уже до початку XVII ст. якутські роди жили в басейнах Індигірки і Яни, просунувши в арктичні райони Саха культуру розведення великої рогатої худоби й табунного конярства. Паралельно йшло формування особливої етнографічної групи північних якутів-оленярів, що перейняли від місцевих тунгуських і юкагирських племен способи ведення господарства в умовах тундри й лісотундри.
Пришвидшилося утворення якутської держави на початку XVI ст., перш за все у племені кангаласів. Володарі мали титул тойонів. Засновником племінного союзу кангаласів став Баджей (волод. 1520—1550), справу якого продовжив Мун'ян (1550—1580). У якутських переказах XVII ст. визначається епохою Тигина (1580—1630) й тигинідів. Академік О. П. Окладніков називав його «Якутським царем». «Фігура Тигина, — писав О. П. Окладніков у першому томі „Історії Якутії“, — фігура мудрого старця, владики й грізного воїна, обранця самого Улуу Тойона, яким представляли його родичі, уже при житті зливалася на цьому тлі з величними образами епічних богатирів і божеств. Нарешті й сама загибель Тигина була пов'язана з найбільшим історичним переломом у житті якутів — появою росіян на півночі, й змальована у величних рисах епічної драми». Останнім незалежним володарем якутів-кангаласів був Елькерей (1630—1650).

### Саха-Якутія у складі Російської імперії

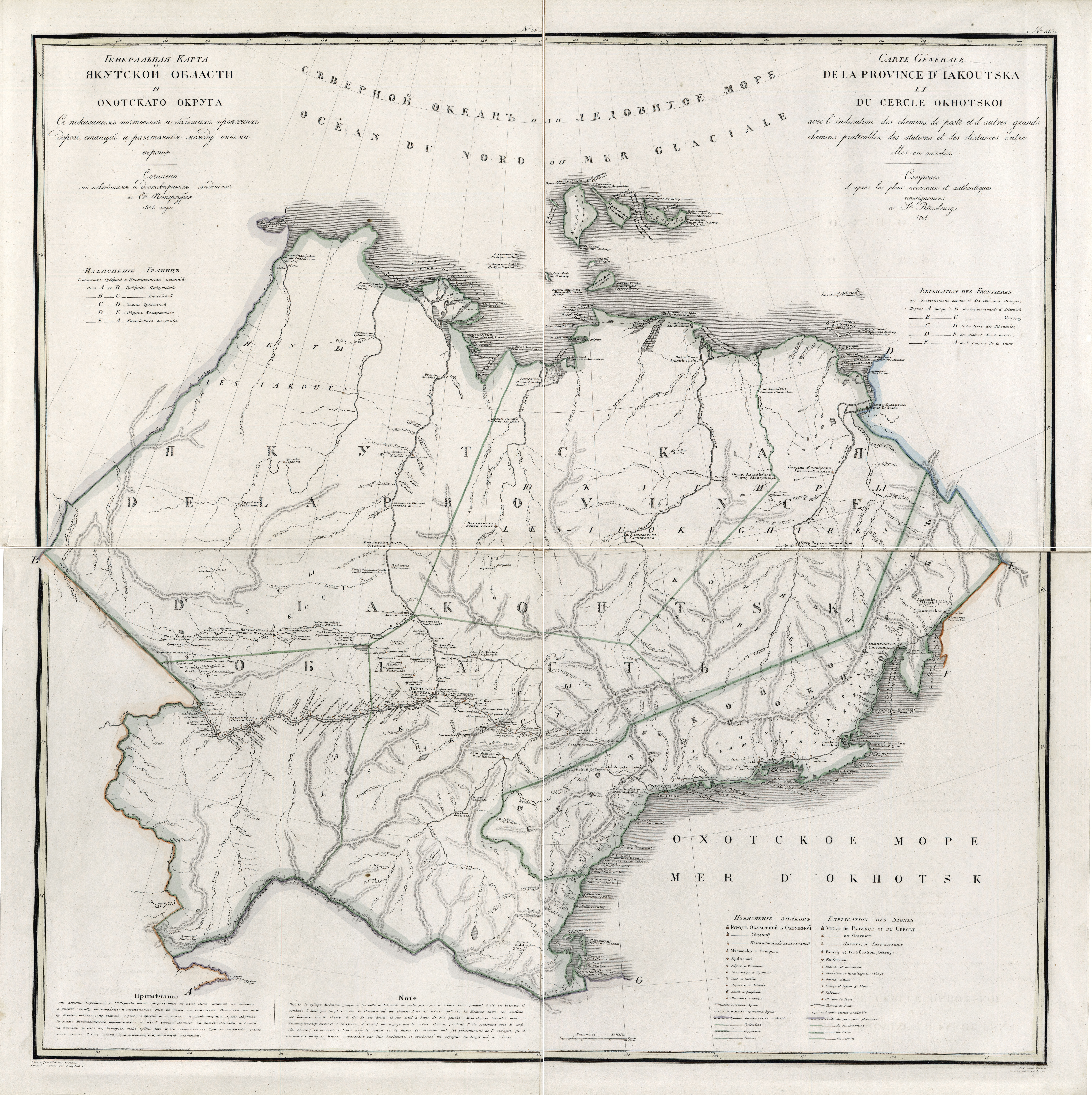
Якутська область Російської імперії

Вирішальну роль у долі корінних народів центрального Сибіру відіграла експансія Московського царства. У першій чверті XVII століття так звані козаки-землепрохідці досягли берегів якутської річки Лени. Засновані підданими Речі Посполитої та Московського царства зимовища й остроги: Якутськ, Жиганськ, Верхоянськ, Зашиверськ, Среднеколимськ та інші. Вони стали форпостами просування європейських колоністів на північний схід Азії, на Далекий Схід і на північний захід Америки.
У 1632 році на правому березі річки Лени закладений Якутський острог, що поклав початок майбутньому місту Якутську, нині столиці Республіки Саха (Якутія). Ця дата вважається датою анексії Саха-Якутії Московською державою, хоча на той час сама Московія не володіла повним суверенітетом — титул «московський цар» належав польському королю Владиславу IV.
У 1638 році формально утворений Якутський повіт, який фактично не контролювався Москвою. Вже наприкінці XVIII ст. перетворений у Якутську провінцію (1775) і Якутську область (1784) Іркутської губернії.
У XVIII столітті випускники Києво-Могилянської академії розпочали масову християнізацію корінних жителів Сибіру та Саха. З діяльністю православного духівництва пов'язані розвиток народної просвіти й освіти народів Саха, поява літератури національними мовами, поглиблення процесів міжетнічних взаємодій.
Селяни-переселенці із Європи поклали початок рільництву, яке було чуже якутам й екстенсивне в умовах Саха. Окрема сторінка в історії Якутії — перетворення країни у всеросійську каторгу. Заслання московських злочинців почалося ще з 1640-х років. На початку більшість посилалася «у ріллю», «у службу», «у посад». Починаючи з XIX століття якутське заслання здебільшого стає політичним. У засланні в Якутії побували декабристи, герої польського повстання 1863 року, народники, соціал-демократи, українські громадські діячі.

### Якутський національний рух 1900—1920-х років

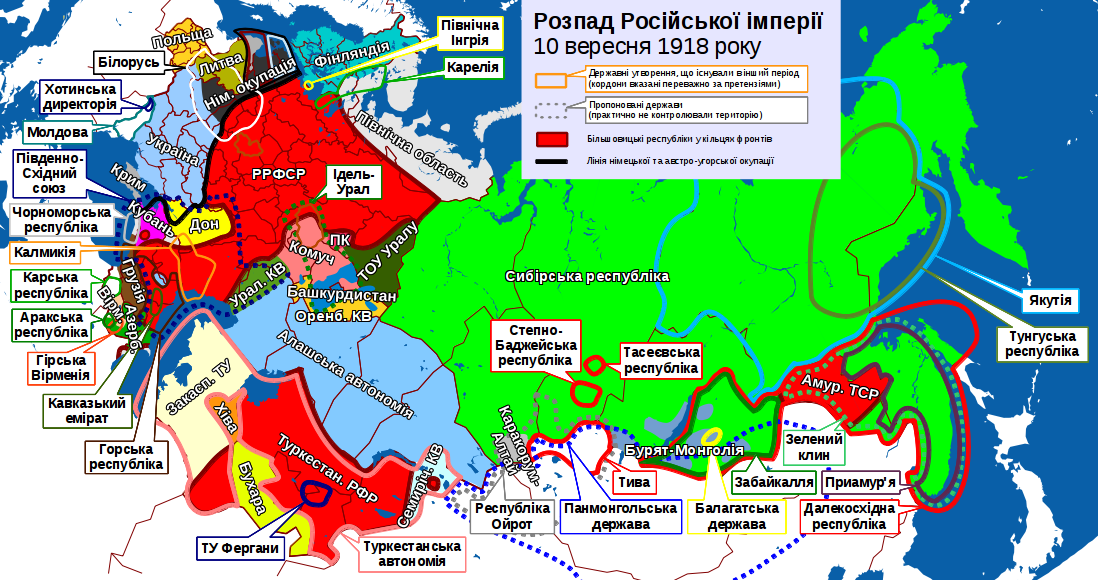
Державні утворення на території Якутії на карті розпаду Російської імперії

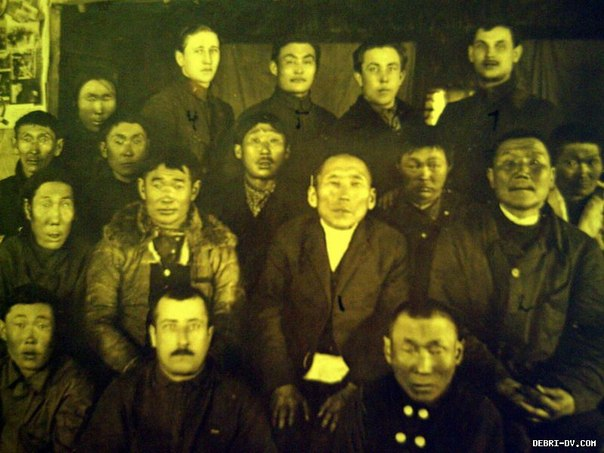
Делегати зборів під час Тунгуського повстання

У формуванні якутського національного руху значну роль відіграли політв'язні, яких відсилали до Якутії на заслання. Під час першої російської революції письменник та громадський діяч Василь Никифоров створив першу легальну якутську політичну організацію — Союз якутів. Основними вимогами Союзу було представництво якутів у Державній думі та закріплення за ними традиційних земель, на які у майбутньому могли претендувати російські селяни-переселенці.
У першій декаді ХХ століття існував підпільний гурток «Незалежні від росіян», який виступав за самостійність якутів та проти русифікації, в результаті якої якути будуть «як їхні селяни, що відомі усьому світу своєю недолугістю, апатичністю, плазуванням тощо» Гурток сподівався на японську підтримку у боротьбі проти Росії; до Японії був відправлений агент гуртка Трофим Макаров.
У 1912 році за ініціативи Никифорова та Семена Новгородова відбувся Інородницький з'їзд у Якутську, на якому обговорювалися питання політичного представництва якутів, введення земського самоуправління, розвитку освіти та культури. Цього ж року починається видання якутськомовного літературного та громадського-політичного журналу «Саха саната», а також оприлюднюється програмний лист «До якутської інтелігенції», опублікований Олексієм Кулаковським анонімно.
Якутський національний рух 1900—1920-х років був тісно пов'язаний із розвитком якутської літератури: громадські діячі часто були письменниками та поетами і навпаки. Після Лютневої революції 1917 року якутською інтелігенцією була засновані культурно-просвітницьке товариство «Саха аймах» та партія Якутський трудовий союз федералістів, яка разом із місцевою організацією партії есерів домінувала у політичному житті Якутії. Після Жовтневого перевороту Якутія не визнала владу більшовиків і не підпорядковувалася жодному російському урядові до червня 1918 року, коли владу захопив більшовицький загін, що прибув з Іркутську. Вже за місяць влада більшовиків була ліквідована; якутський уряд був підпорядкований антибільшовицькій Сибірській республіці, пізніше — Російській державі Колчака.
Після поразки білих у Сибіру радянська влада була знову встановлена в Якутії у 1920 році, однак політика більшовиків викликала низку повстань. Під час Якутського повстання 1922 року була сформована Якутська народна армія, яка була підтримана білогвардійським десантом у портах Охотського моря. Цього ж року була створена радянська Якутська АРСР, над проектом якої працювала частина якутської інтелігенції. Замість закритого більшовиками товариства «Саха аймах» була створена організація з аналогічними функціям «Саха омук».
У 1925 році відбулося Тунгуське повстання евенків та східних якутів, під час якого була проголошена незалежна республіка. Радянській владі вдалося домовитися з повстанцями зокрема на умовах приєднання краю до Якутії, чого в результаті зроблено не було. У 1927 році спалахує масштабне Повстання якутських конфедералістів, організоване новоствореною Младоякутською партією конфедералістів. В рамках боротьби з цим повстанням проводяться репресії інтелігенції, закривається «Саха омук». У відповідь на колективізацію у 1930 році відбулося локальне Булунське повстання.

### Якутія в роки радянської влади

Кордони Якутії у 1928 році

27 квітня 1922 року утворена Якутська Автономна Радянська Соціалістична Республіка (ЯАРСР) у складі РРФСР. Це політичне рішення дало правову, конституційну основу для формування державності в рамках автономної республіки. Максим Аммосов та Платон Ойуунускай — одні із засновників автономної Якутії.
Радянський період історії Якутії пов'язаний із широкомасштабним промисловим визиском її природних багатств, початок якому поклала розробка в 1920-ті рр. золотоносних алданських родовищ. В 1930-ті почалася експлуатація Північного морського шляху, в гирлі річки Лена побудований морський порт Тіксі; судноплавні й повітряні траси зв'язали раніше важкодоступні райони республіки. В 1950-ті рр. з відкриттям алмазоносних родовищ на заході республіки була створена потужна алмазодобувна промислова інфраструктура, яку обслуговували переважно ув'язнені.
Під час хвилі репресій 1930-х років у Якутії була сфальсифікована справа «Антирадянського правотроцкістського буржуазно-націоналістичного блоку». У період сталінізму твори класиків якутської літератури були заборонені під приводом «буржуазно-націоналістичної орієнтації». Репресії якутської інтелігенції за звинуваченнями у націоналізмі продовжувалися і в 1940-1950-х роках.
У середині 1970-их років на промислові розробки Саха активно вербуються мешканці України, частка яких у структурі населення країни постійно зростала до середини 1990-их років. У 1986 році в Якутську відбулися масові зіткнення між студентами-якутами та російською молоддю з промислового району.

### Якутія в Другій світовій війні
У Другу світову війну якути славилися як снайпери. Наприклад, на рахунку Героя Радянського Союзу Ф. М. Охлопкова 429 ворожих солдатів і офіцерів. Всього найвищої військової нагороди СРСР були удостоєні 24 вихідця з Якутії, серед яких, за різними даними було 2 або 3 етнічних якута.
Під час війни в Уральському військовому окрузі з якутів-мисливців були сформовані три окремі лижні бригади у складі 12-го гвардійського стрілецького корпусу — 3-тя, 19-та та 40-ва. Ці з'єднання мали у своєму складі до 40 % якутів і отримали назву Якутські стрільці. 15 лютого 1943 року бригади прибули на Північно-Західний фронт і майже відразу вступили в бій.
У 1942 році частина населення Чурапчинського улусу була насильно переселена для розвитку рибальства у північні райони Якутії. З п'яти тисяч переселенців у перші роки загинуло близько двох тисяч.

### Якутія після 1990 року
Новий етап в історії Якутії почався 27 вересня 1990 р., коли при активній підтримці всього населення республіки була проголошена Декларація про державний суверенітет. У жовтні 1991 року заснований пост Президента республіки. Першим Президентом Республіки Саха (Якутія) у грудні 1991 року став Михайло Юхимович Ніколаєв. Тоді ж була змінена назва республіки на Республіка Саха (Якутія).
З початку 1990-х років у республіці здійснювався перехід до ринкової економіки в руслі загальноросійських процесів. У результаті поділу власності, лібералізації цін, приватизації підприємств відбулися кардинальні зміни в соціально-економічному устрої й виробничих відносинах. У цей час розвиток економіки республіки усе більше визначається різними формами власності, впливом ринкових регуляторів, впровадженням ринкових механізмів.
У ті роки почався період становлення державності республіки. На федеральному рівні була досягнута згода в тому, що в республіки, що десятиліттями була сировинною базою держави, є право розпоряджатися своїми ресурсами й тим багатством, яке створюється працею людей, що населяють цей суворий край. На початку 1990-х років були прийняті нормативні акти, що зіграли значну роль у житті республіки:
- Постанова Ради міністрів РРФСР від 23 жовтня 1990 р. № 03 «Про розширення самостійності Якутської — Саха РСР у рішенні соціально-економічних проблем в умовах переходу до ринкових відносин»;
- Декларація про державний суверенітет республіки;
- Конституція Республіки Саха (Якутія);
- Федеративний договір, економічна угода й Угода по розмежуванню власності;
- Указ Президента РРФСР № 277 від 11 грудня 1991 року «Про повноваження Якутської — Саха РСР у розпорядженні природними ресурсами республіки».

Під час Перебудови та розпаду СРСР якутський національний рух пережив відродження. У 1990 році був проголошений державний суверенітет Республіки Саха, у 1991 році було введене окреме громадянство Республіки. Для в'їзду до низки районів республіки росіянам з інших регіонів були потрібні в'їзні візи. У 2005—2006 роках Народний фронт Якутія-АЛРОСА організував кампанію проти привласнення федеральним центром діамантовидобувної компанії АЛРОСА.

## Населення
Населення Якутії становить 955,6 тис. осіб (2013). Питома вага міського населення — 64,9 % (2013). Густота населення — 0,31 осіб/км² (2013), одна з найменших серед усіх суб'єктів Російської Федерації.

### Статевий склад
Статевий склад та урбанізація населення за даними перепису 2010 р.

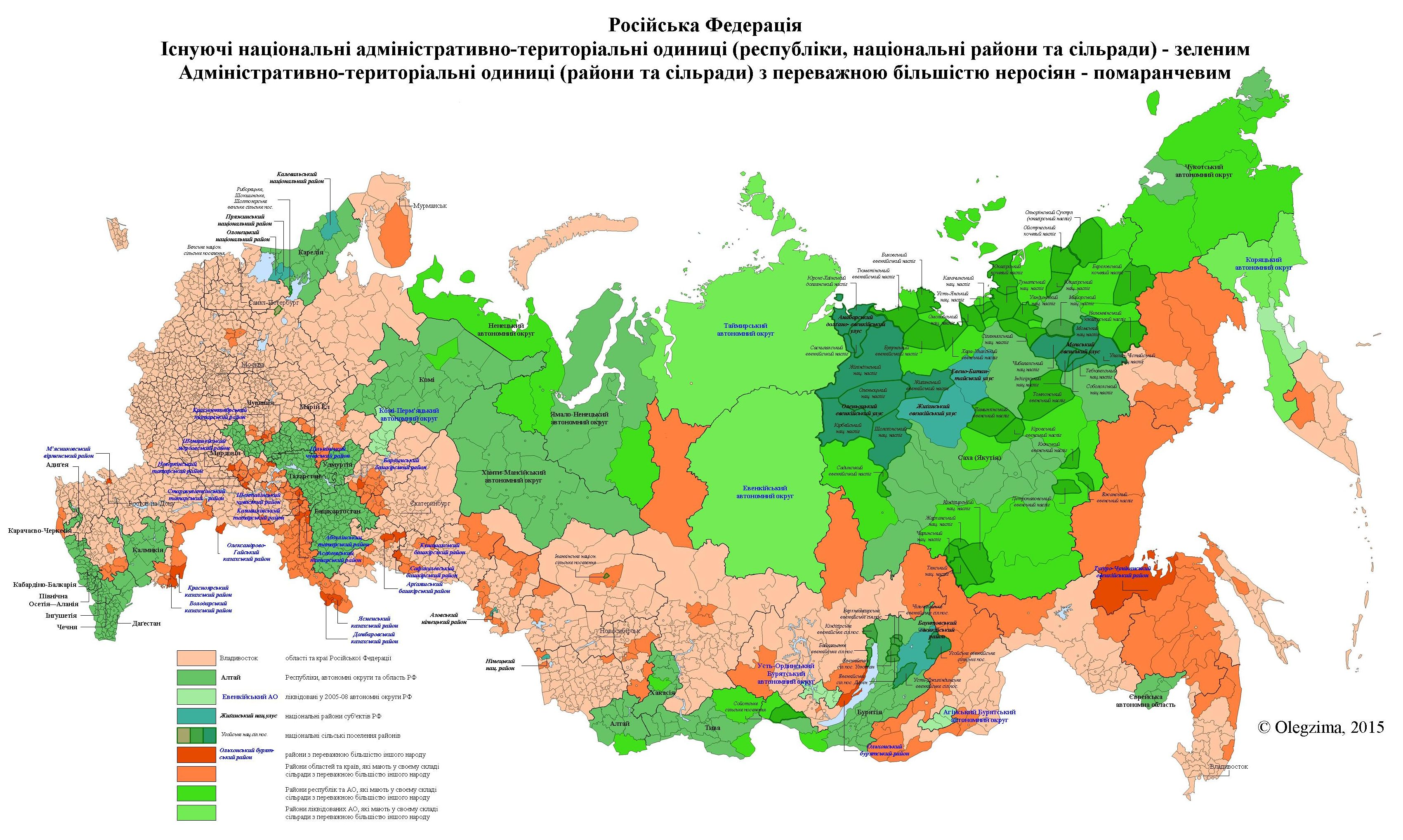
Національні улуси та насліги Якутії на карті національних автономій Росії

| Показник    | Міське населення | Сільське населення |
| ----------- | ---------------- | ------------------ |
| Чоловіки    | 296 573          | 169 333            |
| Жінки       | 317 972          | 174 650            |
| Урбанізація | 63,97 %          | 36,03 %            |

### Етнічний склад

Відсоток якутів в улусах Якутії

Відсоток росіян в улусах Якутії

Динаміка чисельності найбільших національностей Республіки Саха — Якутії за даними переписів.
|          | 1926    | 1939    | 1959    | 1979    | 1989     | 2002    | 2010    |
| Якути    | 235 926 | 233 273 | 226 053 | 313 917 | 365 236  | 432 290 | 466 492 |
| Росіяни  | 30 156  | 146 741 | 215 328 | 429 588 | 550 263  | 390 671 | 353 649 |
| Евенки   | 13 145  | 10 432  | 9 505   | 11 584  | 14 428   | 18 232  | 21 008  |
| Юкагири  | 443     | 447     | 440     | 801     | 1112     | 1509    | 1603    |
| Українці | 138     | 4 229   | 12 182  | 46 326  | 77 114   | 34 633  | 20 341  |
| Евени    | 738     | 3 133   | 3 537   | 5 763   | 8 668    | 11 657  | 15 071  |
| Татари   | 1 671   | 4 420   | 5 172   | 10 976  | 17 478   | 10 768  | 8 122   |
| Буряти   | 11      | 699     | 757     | 4 508   | 8 471    | 7 266   | 7 011   |
| Киргизи  | 6       | 19      |         | 152     | 566      | 1 454   | 5 022   |
| Вірмени  | 4       | 47      | 295     | 707     | 1 138    | 2 764   | 3 691   |
| Узбеки   |         | 18      | 142     | 379     | 780      | 1 207   | 3 332   |
| Таджики  |         | 2       |         | 239     | 260      | 1 105   | 2 696   |
| Білоруси | 21      | 1 572   | 2 548   | 6 769   | 9 900    | 4 236   | 2 527   |
| Всього   | 285 471 | 413 198 | 487 343 | 851 840 | 1094 065 | 949 280 | 958 528 |
|          |         |         |         |         |          |         |         |

Динаміка чисельності найбільших національностей у населенні Республіки Саха — Якутії за даними переписів.
|          | 1926    | 1939    | 1959    | 1979    | 1989    | 2002    | 2010    |
| Якути    | 82,64 % | 56,46 % | 46,38 % | 36,85 % | 33,38 % | 45,54 % | 48,67 % |
| Росіяни  | 10,56 % | 35,51 % | 44,18 % | 50,43 % | 50,30 % | 41,15 % | 36,90 % |
| Евенки   | 4,60 %  | 2,52 %  | 1,95 %  | 1,36 %  | 1,32 %  | 1,92 %  | 2,19 %  |
| Українці | 0,05 %  | 1,02 %  | 2,50 %  | 5,44 %  | 7,05 %  | 3,65 %  | 2,12 %  |
| Евени    | 0,26 %  | 0,76 %  | 0,73 %  | 0,68 %  | 0,79 %  | 1,23 %  | 1,57 %  |
| Татари   | 0,59 %  | 1,07 %  | 1,06 %  | 1,29 %  | 1,60 %  | 1,13 %  | 0,85 %  |
| Буряти   |         | 0,17 %  | 0,16 %  | 0,53 %  | 0,77 %  | 0,77 %  | 0,73 %  |
| Киргизи  |         |         |         | 0,02 %  | 0,05 %  | 0,15 %  | 0,52 %  |
| Вірмени  |         | 0,01 %  | 0,06 %  | 0,08 %  | 0,10 %  | 0,29 %  | 0,39 %  |
| Узбеки   |         |         | 0,03 %  | 0,04 %  | 0,07 %  | 0,13 %  | 0,35 %  |
| Таджики  |         |         |         | 0,03 %  | 0,02 %  | 0,12 %  | 0,28 %  |
| Білоруси | 0,01 %  | 0,38 %  | 0,52 %  | 0,79 %  | 0,90 %  | 0,45 %  | 0,26 %  |
|          |         |         |         |         |         |         |         |

Частка найбільших національностей у чисельності вікових груп
| Вікова група, років | Чисельність | Якути  | Росіяни | Евенки | Українці | Евени | Інші   |
| 0 — 4               | 75 890      | 55,7 % | 32,4 %  | 3,0 %  | 0,3 %    | 2,0 % | 6,7 %  |
| 5 — 9               | 67 705      | 53,3 % | 34,8 %  | 2,8 %  | 0,5 %    | 1,9 % | 6,7 %  |
| 10 — 14             | 65 125      | 54,5 % | 33,0 %  | 3,0 %  | 0,7 %    | 2,2 % | 6,6 %  |
| 15 — 19             | 75 657      | 58,0 % | 29,1 %  | 3,2 %  | 0,8 %    | 2,4 % | 6,6 %  |
| 20 — 24             | 91 441      | 54,1 % | 32,7 %  | 2,5 %  | 0,8 %    | 1,8 % | 8,2 %  |
| 25 — 29             | 84 596      | 47,8 % | 38,1 %  | 2,1 %  | 1,2 %    | 1,5 % | 9,3 %  |
| 30 — 34             | 72 717      | 42,4 % | 42,0 %  | 2,0 %  | 2,0 %    | 1,4 % | 10,3 % |
| 35 — 39             | 67 741      | 41,2 % | 41,8 %  | 1,9 %  | 2,9 %    | 1,5 % | 10,6 % |
| 40 — 44             | 63 169      | 47,5 % | 35,0 %  | 2,0 %  | 3,3 %    | 1,4 % | 10,9 % |
| 45 — 49             | 73 058      | 46,7 % | 36,1 %  | 1,8 %  | 3,7 %    | 1,2 % | 10,5 % |
| 50 — 54             | 73 617      | 43,3 % | 40,3 %  | 1,4 %  | 4,2 %    | 1,0 % | 9,8 %  |
| 55 — 59             | 57 534      | 41,0 % | 43,8 %  | 1,2 %  | 4,4 %    | 1,0 % | 8,6 %  |
| 60 — 64             | 35 949      | 41,0 % | 44,4 %  | 1,2 %  | 4,3 %    | 1,2 % | 7,9 %  |
| 65 — 69             | 15 733      | 43,7 % | 41,3 %  | 1,8 %  | 4,3 %    | 1,8 % | 7,2 %  |
| 70 і більше         | 38 559      | 49,2 % | 39,5 %  | 1,5 %  | 2,7 %    | 1,1 % | 6,0 %  |
|                     |             |        |         |        |          |       |        |

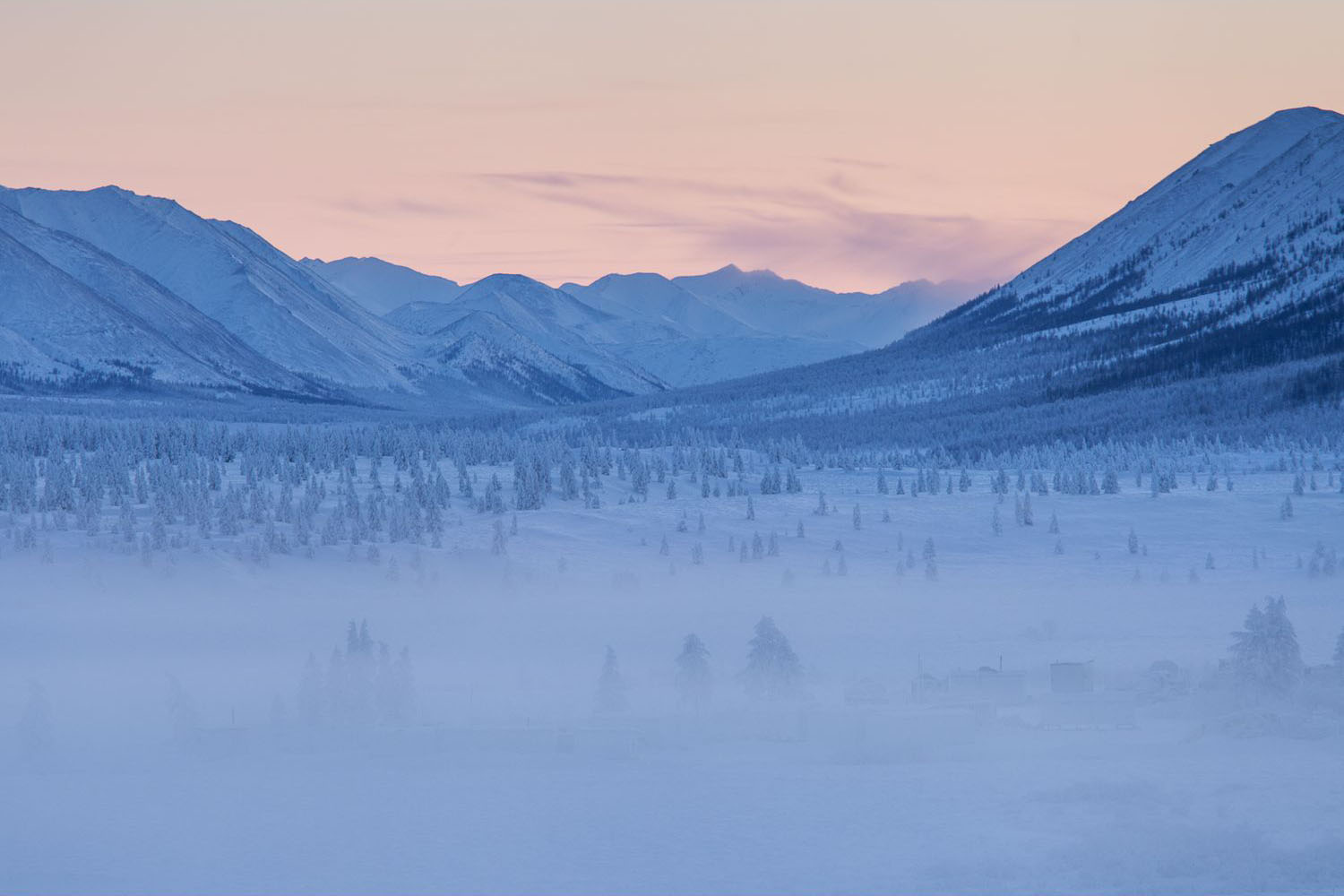
Оймякон.

Національний склад районів, улусів та міст Республіки Саха — Якутія за переписом 2010 р. (улуси — сільськогосподарські райони з переважанням корінних національностей (якутів, евенків, евенів))
|                          | Населення, що вказало національність | Якути  | Росіяни | Евенки | Українці | Евени  | Татари | Буряти | Киргизи | Вірмени | Узбеки | Таджики |
| ------------------------ | ------------------------------------ | ------ | ------- | ------ | -------- | ------ | ------ | ------ | ------- | ------- | ------ | ------- |
| Якутськ (міський округ)  | 285 191                              | 49,2 % | 39,8 %  | 1,0 %  | 1,4 %    | 0,8 %  | 0,7 %  | 0,9 %  | 1,1 %   | 0,8 %   | 0,7 %  | 0,7 %   |
| Абийський улус           | 4 422                                | 80,1 % | 8,7 %   | 1,2 %  | 0,5 %    | 7,9 %  | 0,0 %  | 0,3 %  | 0,2 %   |         |        |         |
| Алданський район         | 42 055                               | 3,7 %  | 80,0 %  | 4,9 %  | 3,6 %    | 0,6 %  | 1,1 %  | 0,2 %  | 0,4 %   | 0,6 %   | 0,5 %  | 0,4 %   |
| Аллаіховський улус       | 3 047                                | 39,1 % | 31,8 %  | 1,2 %  | 1,7 %    | 20,1 % | 0,4 %  | 0,9 %  | 0,1 %   | 0,1 %   |        |         |
| Амгинський улус          | 17 107                               | 92,2 % | 4,9 %   | 1,3 %  | 0,1 %    | 0,8 %  | 0,1 %  | 0,1 %  |         |         |        |         |
| Анабарський улус         | 3 500                                | 21,6 % | 3,7 %   | 22,7 % | 0,9 %    | 6,4 %  | 0,1 %  | 0,2 %  | 0,3 %   |         |        |         |
| Булунський улус          | 8 982                                | 23,6 % | 29,1 %  | 25,2 % | 3,7 %    | 14,2 % | 0,5 %  | 0,6 %  | 0,3 %   |         | 0,1 %  |         |
| Верхньовілюйський улус   | 21 532                               | 98,1 % | 0,8 %   | 0,5 %  |          | 0,2 %  |        |        |         |         |        |         |
| Верхньоколимський улус   | 4 679                                | 28,9 % | 50,1 %  | 0,1 %  | 3,8 %    | 6,2 %  | 0,9 %  | 0,2 %  |         | 0,2 %   | 0,1 %  | 0,1 %   |
| Верхоянський район       | 12 773                               | 74,0 % | 15,8 %  | 0,8 %  | 1,6 %    | 4,9 %  | 0,3 %  | 0,3 %  | 0,1 %   | 0,1 %   | 0,1 %  | 0,0 %   |
| Вілюйський улус          | 25 104                               | 84,8 % | 10,5 %  | 1,5 %  | 1,1 %    | 0,4 %  | 0,4 %  | 0,2 %  |         |         |        | 0,1 %   |
| Горний улус              | 11 681                               | 96,2 % | 1,1 %   | 0,7 %  | 0,2 %    | 0,6 %  | 0,1 %  | 0,1 %  | 0,3 %   |         |        |         |
| Жиганський район         | 4 296                                | 27,9 % | 12,8 %  | 55,0 % | 1,1 %    | 1,2 %  | 0,3 %  | 0,2 %  | 0,2 %   |         |        |         |
| Кобяйський улус          | 13 635                               | 69,3 % | 20,4 %  | 0,6 %  | 1,0 %    | 6,8 %  | 0,4 %  | 0,3 %  |         | 0,1 %   | 0,1 %  |         |
| Ленський район           | 39 117                               | 10,6 % | 79,5 %  | 0,1 %  | 2,5 %    | 0,1 %  | 1,1 %  | 0,7 %  | 0,9 %   | 0,3 %   | 0,2 %  | 0,6 %   |
| Мегіно-Кангаласький улус | 30 902                               | 91,4 % | 5,5 %   | 0,4 %  | 0,2 %    | 0,4 %  | 0,1 %  | 0,1 %  | 0,1 %   | 0,3 %   | 0,6 %  | 0,1 %   |
| Мирнинський район        | 69 117                               | 9,7 %  | 67,9 %  | 0,8 %  | 6,7 %    | 0,2 %  | 2,8 %  | 2,5 %  | 1,1 %   | 0,2 %   | 0,5 %  | 0,1 %   |
| Момський район           | 4 434                                | 68,0 % | 6,9 %   | 1,0 %  | 0,5 %    | 21,3 % | 0,2 %  | 0,3 %  | 0,2 %   |         |        |         |
| Намський улус            | 22 178                               | 94,8 % | 2,8 %   | 1,0 %  | 0,1 %    | 0,6 %  | 0,1 %  | 0,1 %  |         | 0,1 %   |        | 0,1 %   |
| Нерюнгрінський район     | 81 161                               | 2,5 %  | 79,7 %  | 1,4 %  | 6,3 %    | 0,2 %  | 2,0 %  | 1,9 %  | 0,3 %   | 0,2 %   | 0,4 %  | 0,2 %   |
| Нижньоколимський район   | 4 655                                | 19,2 % | 40,8 %  | 0,2 %  | 2,9 %    | 12,9 % | 1,3 %  | 0,5 %  | 0,2 %   | 0,1 %   | 0,1 %  | 0,1 %   |
| Нюрбинський район        | 25 153                               | 95,0 % | 3,8 %   | 0,2 %  | 0,2 %    | 0,2 %  |        | 0,2 %  |         |         |        |         |
| Оймяконський улус        | 10 049                               | 29,2 % | 52,7 %  | 0,6 %  | 6,2 %    | 4,3 %  | 1,2 %  | 0,6 %  | 0,2 %   | 0,4 %   | 0,2 %  |         |
| Олекминський район       | 26 489                               | 43,0 % | 46,1 %  | 4,7 %  | 0,8 %    | 1,0 %  | 1,8 %  | 0,3 %  | 0,3 %   | 0,4 %   | 0,1 %  | 0,1 %   |
| Оленекський район        | 4 120                                | 20,4 % | 1,8 %   | 75,7 % | 0,2 %    | 0,5 %  | 0,2 %  | 0,3 %  |         |         |        |         |
| Середньоколимський улус  | 7 889                                | 80,3 % | 10,3 %  | 0,4 %  | 0,5 %    | 6,6 %  | 0,1 %  | 0,1 %  | 0,1 %   |         | 0,1 %  | 0,1 %   |
| Сунтарський улус         | 24 994                               | 97,6 % | 1,0 %   | 0,4 %  | 0,1 %    | 0,4 %  | 0,1 %  | 0,1 %  |         |         |        |         |
| Таттинський улус         | 17 193                               | 98,2 % | 0,5 %   | 0,5 %  |          | 0,3 %  |        |        |         |         |        |         |
| Томпонський район        | 13 997                               | 38,6 % | 44,0 %  | 0,7 %  | 3,4 %    | 6,6 %  | 0,7 %  | 0,5 %  | 0,1 %   | 1,8 %   | 0,5 %  | 0,2 %   |
| Усть-Алданський улус     | 22 056                               | 98,8 % | 0,3 %   | 0,4 %  | 0,0 %    | 0,2 %  |        | 0,1 %  |         |         |        |         |
| Усть-Майський улус       | 8 607                                | 9,1 %  | 57,4 %  | 22,8 % | 3,5 %    | 1,5 %  | 1,0 %  | 0,3 %  | 0,1 %   | 0,1 %   | 0,2 %  |         |
| Усть-Янський улус        | 8 007                                | 43,1 % | 27,2 %  | 1,0 %  | 5,7 %    | 16,6 % | 0,7 %  | 0,4 %  | 0,2 %   | 0,1 %   | 0,1 %  |         |
| Хангаласький улус        | 33 362                               | 62,1 % | 31,4 %  | 1,2 %  | 1,0 %    | 0,9 %  | 0,6 %  | 0,3 %  | 0,2 %   | 0,2 %   | 0,1 %  | 0,2 %   |
| Чурапчинський улус       | 20 319                               | 98,3 % | 0,4 %   | 0,6 %  |          | 0,4 %  |        |        | 0,1 %   |         |        |         |
| Евено-Битантайський улус | 2 861                                | 44,5 % | 0,9 %   | 0,6 %  | 0,2 %    | 53,2 % |        | 0,2 %  |         |         |        |         |
| Саха — Якутія            | 934 664                              | 49,9 % | 37,8 %  | 2,2 %  | 2,2 %    | 1,6 %  | 0,9 %  | 0,8 %  | 0,5 %   | 0,4 %   | 0,4 %  | 0,3 %   |

## Релігія
Релігія в Республіці Саха (2012)
У доросійський період серед якутів було поширене тенгріанство. В XVIII столітті сталася масова християнізація корінних жителів Ленського краю — не тільки якутів, а й евенків, евен, юкагирів, чукчів, долган.

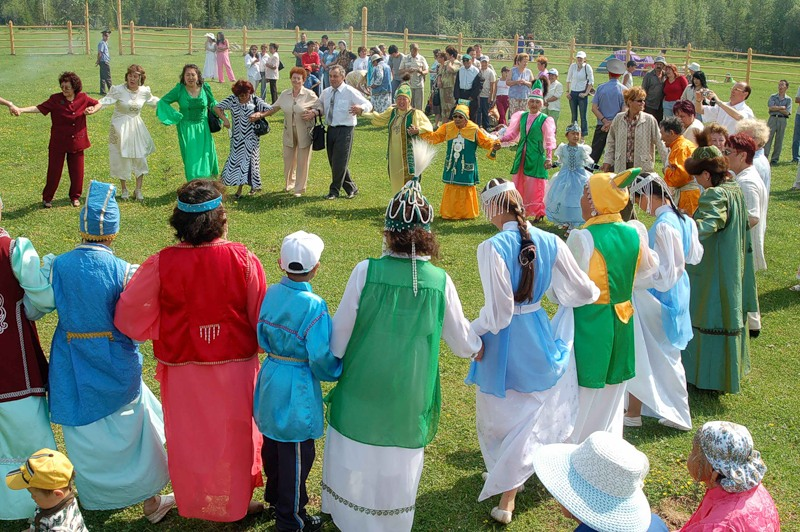
Танок осуохай на святі Исиах, червень 2009 року

З діяльністю православного духовенства пов'язані розвиток народної освіти та просвіти народів Якутії, поява літератури на національних мовах, поглиблення процесів міжетнічних взаємодій.
З XVIII століття більшість якутів — православні християни . У більшості якутів прізвища російського (православного) походження. Однак слід зазначити, що масова християнізація корінних жителів Якутії носила переважно формальний характер; новонавернені довгий час зберігали досить поверхневе уявлення про православну релігію, а християнство приймали головним чином сподіваючись на ослаблення ясачного гніту (тим, хто брав християнство, покладалися пільги).
Більшість віруючих якутів сповідують вчення Айии (Тенгрі), поширене і православ'я. Якути щороку святкують релігійне свято «Исиах».
У 2014 році була помічена тенденція зростання віруючих православної церкви серед етнічних якутів. Це сталося після перекладу Біблії на якутську мову.

## Мови в Республіці Саха
Рідна мова населення Саха — Якутії за переписом 2010 р.
- якутська — 470 092 — 50,39 %
- російська — 421 481 — 45,18 %
- українська — 5 290 — 0,57 %
- киргизька — 4 615 — 0,49 %
- бурятська — 3 755 — 0,40 %
- вірменська — 3 217 — 0,34 %
- евенська — 3 188 — 0,34 %

Володіння мовами за переписом 2010 р.
- російська — 884 412 — 94,7 %
- якутська — 443 312 — 47,5 %
- англійська — 40 450 — 4,3 %
- українська — 13 138 — 1,4 %
- німецька — 6 800 — 0,7 %
- евенська — 3 755 — 0,4 %
- французька — 3 700 — 0,4 %
- татарська — 3 311 — 0,4 %
- бурятська — 3 098 — 0,3 %

Рідна мова найбільших серед національностей
|          | якутська | російська | українська | киргизька | бурятська | вірменська | евенська | татарська | узбецька | евенкійська |
| Якути    | 94,2 %   | 5,8 %     |            |           |           |            |          |           |          |             |
| Росіяни  | 0,4 %    | 99,5 %    | 0,1 %      |           |           |            |          | 0,0 %     |          |             |
| Евенки   | 81,2 %   | 12,1 %    |            |           |           |            | 0,3 %    |           |          | 6,4 %       |
| Українці | 0,2 %    | 74,7 %    | 25,0 %     |           |           |            |          | 0,0 %     |          |             |
| Евени    | 65,4 %   | 13,3 %    |            |           |           |            | 20,5 %   |           |          | 0,7 %       |
| Татари   | 1,6 %    | 61,6 %    |            |           |           |            |          | 36,3 %    | 0,1 %    |             |
| Буряти   | 2,1 %    | 44,5 %    |            |           | 53,4 %    |            |          |           |          |             |
| Киргизи  | 1,1 %    | 7,2 %     |            | 91,3 %    |           |            |          |           | 0,2 %    |             |
| Вірмени  | 0,2 %    | 12,4 %    |            |           |           | 87,2 %     |          |           |          |             |
| Узбеки   | 1,0 %    | 10,5 %    |            | 0,7 %     |           |            |          |           | 87,5 %   |             |
| Долгани  | 94,1 %   | 3,1 %     |            |           |           |            |          |           |          |             |
| Юкагири  | 31,3 %   | 44,0 %    |            |           |           |            | 0,6 %    |           |          |             |
| Чукчі    | 6,6 %    | 49,7 %    |            |           |           |            | 0,4 %    |           |          |             |
| Якутія   | 50,4 %   | 45,2 %    | 0,6 %      | 0,5 %     | 0,4 %     | 0,3 %      | 0,3 %    | 0,3 %     | 0,3 %    | 0,2 %       |

## Адміністративний поділ

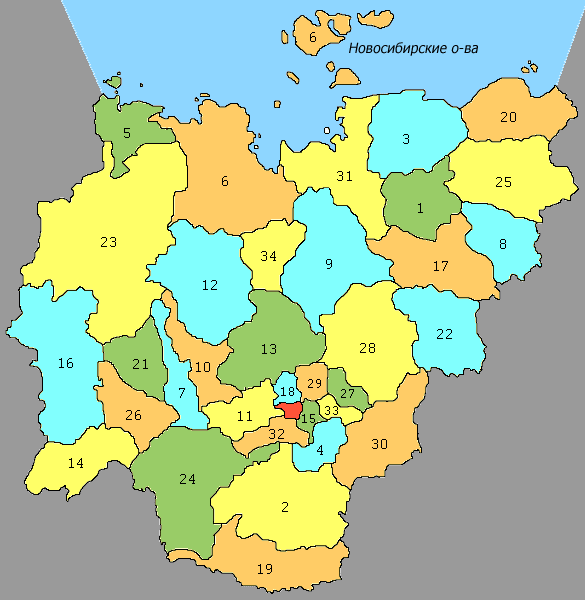
Карта адміністративного поділу Республіки Саха (Якутія).
Червоним виділена територія міських округів «Якутськ» і «Жатай».

| № на карте                  | Українська назва    | Якутська назва        | Код ЗКАТО      | Населення, тис. жит. | Територія, тис. км² | Щільність, люд./км² | Адміністративний центр |
| --------------------------- | ------------------- | --------------------- | -------------- | -------------------- | ------------------- | ------------------- | ---------------------- |
| міські округи               |                     |                       |                |                      |                     |                     |                        |
| I                           | Жатай               | Жатай                 | 98 401 554 000 | 9,1                  |                     |                     |                        |
| II                          | Якутськ             | Дьокуускай            | 98 401 000 000 | 274,9                |                     |                     |                        |
| Муніципальні райони (улуси) |                     |                       |                |                      |                     |                     |                        |
| 1                           | Абийський           | Абый улууһа           | 98 201 000 000 | 4,8                  | 69,4                | 0,09                | Біла Гора              |
| 2                           | Алданський          | Алдан улууһа          | 98 203 000 000 | 49,4                 | 156,8               | 0,32                | Алдан                  |
| 3                           | Аллаїховський       | Аллайыаха улууhа      | 98 206 000 000 | 3,2                  | 107,3               | 0,04                | Чокурдах               |
| 4                           | Амгинський          | Амма улууһа           | 98 208 000 000 | 17,3                 | 29,4                | 0,59                | Амга                   |
| 5                           | Анабарський         | Анаабыр улууhа        | 98 210 000 000 | 3,7                  | 55,6                | 0,07                | Саскилах               |
| 6                           | Булунський          | Булуҥ улууһа          | 98 212 000 000 | 9,7                  | 235,1               | 0,05                | Тіксі                  |
| 7                           | Верхньовілюйський   | Үөһээ Бүлүү улууһа    | 98 214 000 000 | 21,2                 | 43,2                | 0,5                 | Верхньовілюйськ        |
| 8                           | Верхньоколимський   | Үөһээ Халыма улууһа   | 98 215 000 000 | 6,9                  | 67,8                | 0,1                 | Зирянка                |
| 9                           | Верхоянський        | Үөһээ Дьааҥы улууһа   | 98 216 000 000 | 13,7                 | 24,7                | 0,12                | Батагай                |
| 10                          | Вілюйський          | Бүлүү улууһа          | 98 218 000 000 | 27,6                 | 55,2                | 0,5                 | Вілюйськ               |
| 11                          | Гірський            | Горнай улууhа         | 98 220 000 000 | 11,2                 | 45,6                | 0,25                | Бердігестях            |
| 12                          | Жиганський          | Эдьигээн улууһа       | 98 222 000 000 | 3,98                 | 140,2               |                     | Жиганськ               |
| 13                          | Кобяйський          | Кэбээйи улууһа        | 98 224 000 000 | 14,0                 | 107,8               | 0,13                | Сангар                 |
| 14                          | Ленський            | Ленскэй улууһа        | 98 227 000 000 | 38,8                 | 77,0                | 0,5                 | Ленськ                 |
| 15                          | Мегіно-Кангаласький | Мэҥэ Хаҥалас улууһа   | 98 229 000 000 | 32,1                 | 11,7                | 2,74                | Нижній Бестях          |
| 16                          | Мирнинський         | Мирнэй улууһа         | 98 231 000 000 | 86,0                 | 165,8               |                     | Мирний                 |
| 17                          | Момський            | Муома улууһа          | 98 233 000 000 | 4,5                  | 101,7               | 0,04                | Хонуу                  |
| 18                          | Намський            | Нам улууһа            | 98 235 000 000 | 24,3                 | 11,9                | 2,04                | Намці                  |
| 19                          | Нерюнгринський      | Нүөрүҥгүрү улууhа     |                | 85,8                 | 93,0                | 0,92                | Нерюнгрі               |
| 20                          | Нижньоколимський    | Аллараа Халыма улууhа | 98 237 000 000 | 5,3                  | 86,8                | 0,06                | Черський               |
| 21                          | Нюрбинський         | Ньурба улууһа         | 98 226 000 000 | 25,9                 | 52,4                |                     | Нюрба                  |
| 22                          | Оймяконський        | Өймөкөөн улууhа       | 98 239 000 000 | 13,4                 | 92,2                |                     | Усть-Нера              |
| 23                          | Оленьоцький         | Өлөөн улууһа          | 98 242 000 000 | 4,1                  | 318,1               |                     | Оленьок                |
| 24                          | Ольокмінський       | Өлүөхүмэ улууһа       | 98 241 000 000 | 29,6                 | 166,7               | 0,19                | Ольокмінськ            |
| 25                          | Середньоколимський  | Орто Халыма улууhа    | 98 246 000 000 | 7,9                  | 125,2               | 0,08                | Середньоколимськ       |
| 26                          | Сунтарський         | Сунтаар улууһа        | 98 248 000 000 | 25,5                 | 57,8                | 0,46                | Сунтар                 |
| 27                          | Таттинський         | Таатта улууһа         | 98 204 000 000 | 17,3                 | 18,98               | 0,9                 | Итик-Кюйоль            |
| 28                          | Томпонський         | Томпо улууhа          | 98 250 000 000 | 15,1                 | 135,8               | 0,11                | Хандига                |
| 29                          | Усть-Алданський     | Уус-Алдан улууһа      | 98 252 000 000 | 22,4                 | 18,3                | 1,22                | Борогонци              |
| 30                          | Усть-Майський       | Уус-Маайа улууhа      | 98 254 000 000 | 10,6                 | 95,3                |                     | Усть-Мая               |
| 31                          | Усть-Янський        | Усуйаана улууһа       | 98 256 000 000 | 8,7                  | 120,3               | 0,07                | Депутатський           |
| 32                          | Хангаласький        | Хаҥалас улууhа        | 98 244 000 000 | 34,7                 | 24,7                |                     | Покровськ              |
| 33                          | Чурапчинський       | Чурапчы улууhа        | 98 258 000 000 | 19,9                 | 12,6                | 1,52                | Чурапча                |
| 34                          | Евено-Битантайський | Эбээн-Бытантай улууhа | 98 259 000 000 | 2,8                  | 55,6                | 0,05                | Батагай-Алита          |

## Економіка

### Запаси природних ресурсів
Республіка Саха має величезний за обсягом та унікальний за складом і якістю сировини природно-ресурсний потенціал. На території республіки виявлено понад 1,5 тис. родовищ різних видів мінеральної сировини, включаючи:
- 796 золотоносних;
- 44 олов'яних;
- 48 вугільних;
- 34 нафтогазових;
- 26 слюдяних;
- 7 залізорудних;
- 150 кімберлітових трубок[22].

### Транспорт
Транспортна мережа для Якутії дуже важлива. У наш час активно використовується водний, автомобільний (особливо Амуро-Якутська залізнична магістраль) і повітряний транспорт. У 2004 р. почалося будівництво залізничної лінії, що сполучає Якутськ з Нерюнгрі. Це дозволить приєднати республіку до залізничної мережі всієї Росії до 2010 р. Загальна протяжність залізничної лінії, що будується — 800 км. Велика частина перевезень вантажів здійснюється водним транспортом. Є 6 річкових та 2 морських порти, 3 судноплавні компанії та Арктичне морське пароплавство.

### Сфера послуг
У Республіці Саха розвивається туризм.

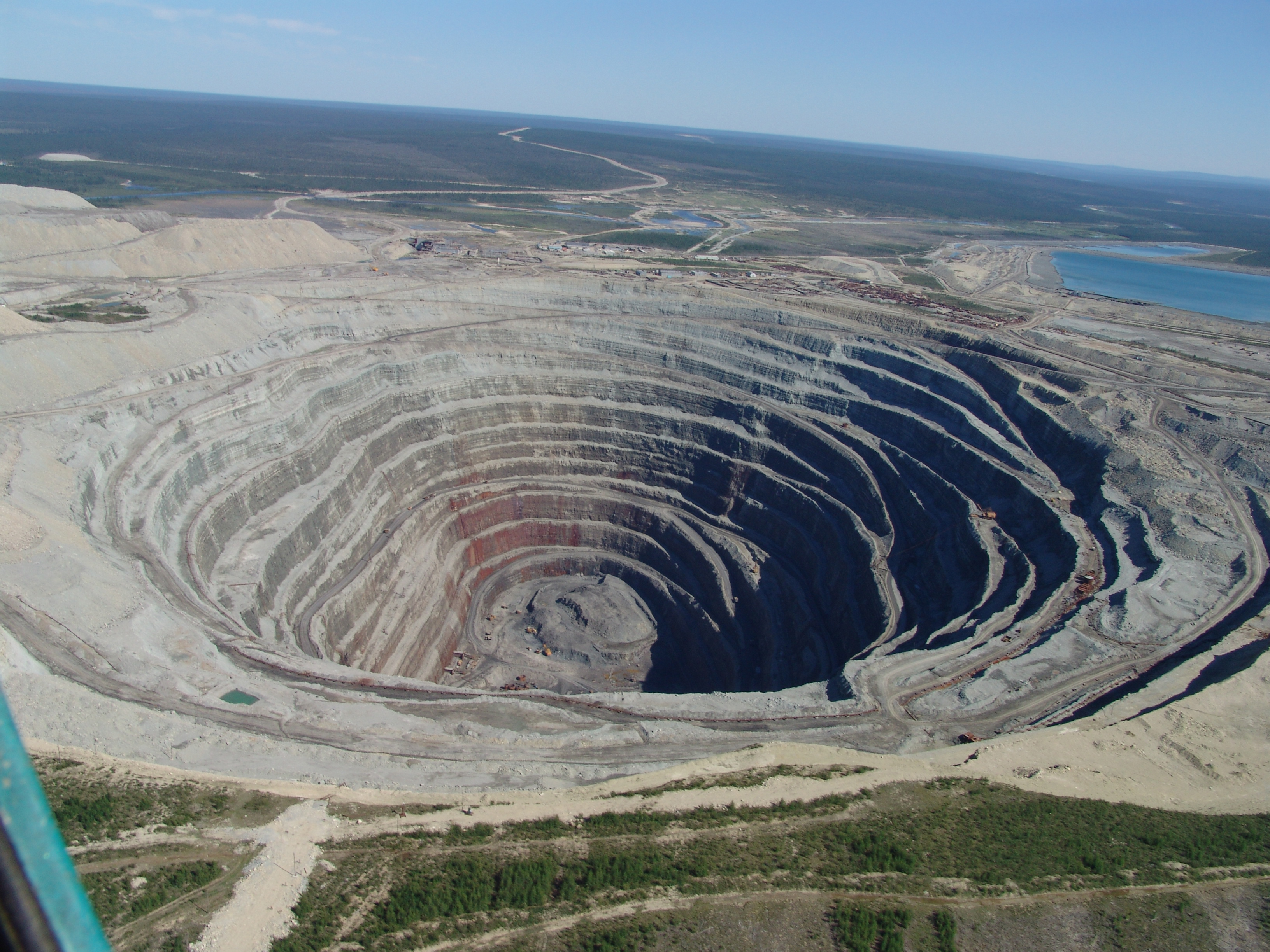
Вид кімберлітової трубки Удачна з повітря

### Промисловість
Промисловість Якутії орієнтована на видобуток і збагачення сировини, тому що республіка багата природними ресурсами. На території Якутії знаходиться найбільше в країні Ельконське уранове родовище з розвіданими запасами близько 344 тис. тонн. Південно-Алданський залізорудний район — важлива база для формування Південно-Якутського територіально-виробничого комплексу.
Основні сектори промисловості:
- Кольорова металургія, переважно алмази й золото («Золото Якутії», «Алданзолото») (90 % усіх російських алмазів і 24 % золота добувається в Якутії). Акціонерна компанія «АЛРОСА» — найбільший у світі виробник алмазів; друге місце у світі за обсягом продажів
- Вугільна промисловість («Якутуголь»)
- Виробництво будівельних матеріалів
- Лісова (10 % від загальноросійської) й деревообробна промисловість
- Машиноремонт
- Легка й харчова промисловість
- Енергетика. Основа енергетики Республіки Саха — Вілюйська ГЕС, Чульманська, Якутська ГРЕС.

### Сільське господарство
- Пушно-хутряне
- М'ясо-молочне
- Картопляно-овочеве
- Оленярство, конярство та звірівництво

## Політичний устрій

### Голова республіки
Головою Республіки Саха (Якутія) і її вищою посадовою особою є президент Республіки Саха (Якутія), який також очолює виконавчу владу республіки й виконує свої обов'язки протягом 5 років. Після підписання Президентом РФ Володимиром Путіним Федерального закону «Про внесення змін у Федеральний закон „Про загальні принципи організації законодавчих (представницьких) і виконавчих органів державної влади суб'єктів Російської Федерації“» і у Федеральний закон «Про основні гарантії виборчих прав і права на участь у референдумі громадян Російської Федерації», президент Республіки Саха (Якутія) обирається за поданням Президента РФ Державними Зборами (Іл Тумен) Республіки Саха (Якутія).

### Парламент
Вищим представницьким, законодавчим і контрольним органом Республіки Саха (Якутія) є Державні Збори (Іл Тумен) — парламент республіки.
Державні Збори (Іл Тумен) є однопалатним законодавчим органом і складається з 70 депутатів. Збори обираються строком на 5 років.

### Уряд
Уряд Республіки Саха (Якутія) представляє виконавчу владу в республіці. Структура й склад уряду визначаються рішеннями президента й Уряду Республіки Саха (Якутія). Наразі уряд Якутії складається з голови (прем'єр-міністр), двох перших заступників голови, п'яти заступників голови, 17 міністрів і трьох голів Держкомітетів.

## Культура

### Свята Якутії
Крім загальноросійських державних офіційних свят, у Якутії відзначаються республіканські державні свята:
- 27 квітня — День Республіки Саха (Якутія)
- 21 червня — національне свято Исиах
- 27 вересня — День прийняття Декларації про державний суверенітет Республіки Саха (Якутія)

### Кінематограф
Починаючи з 1990-х років значний розвиток отримав кінематограф Якутії. Щорічно виходить 10—15 кінострічок у різних жанрах аж до постапокаліпсису, касові збори яких порівнянні зі зборами голівудських фільмів в Якутії.